# Antonio José González Zumárraga
Antonio José González Zumárraga (18 de março de 1925 - 13 de outubro de 2008) foi um cardeal equatoriano da Igreja Católica Romana.
González Zumárraga nasceu em Pujili , no Equador. Foi ordenado sacerdote em 29 de julho de 1951, após estudos no seminário de San José, em Quito, e na Pontifícia Universidade de Salamanca , na Espanha , onde obteve o doutorado em direito canônico.
Tornou-se bispo auxiliar de Quito em 17 de maio de 1969 (com a diocese titular de Tagarata) e foi consagrado bispo em Quito em 15 de junho de 1969 pelo cardeal Pablo Muñoz Vega , SJ , arcebispo de Quito.
Foi nomeado bispo de Machala em 30 de junho de 1978 e depois arcebispo coadjutor de Quito em 28 de junho de 1980. Ele conseguiu o pleno governo da Arquidiocese em 1º de junho de 1985.
Ele foi criado como Cardeal Sacerdote (Cardeal Sacerdote de Santa Maria in Via) em 2001 pelo Papa João Paulo II.